# Proceso de destitución de Park Geun-hye

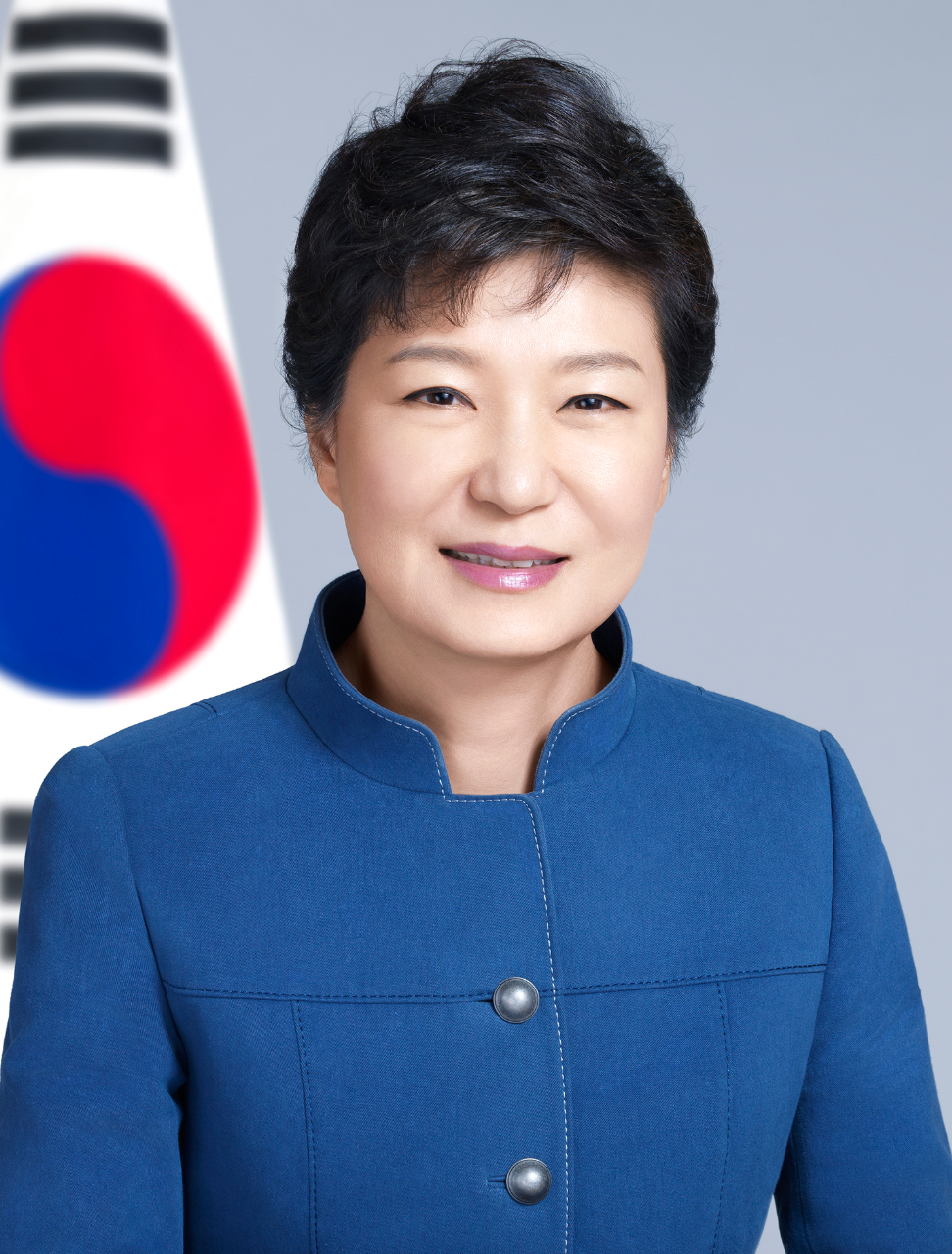
Presidenta Park Geun-hye.

El proceso de destitución de Park Geun-hye consistió en una cuestión procesal abierta con vistas al impedimento de la continuidad del mandato de Park Geun-hye como Presidenta de la República de Corea debido a un escándalo político. Park fue acusada de complicidad en un caso de tráfico de influencias y fraude protagonizado por una amiga íntima, Choi Soon-sil, que, por su parte, es sospechosa de haber interferido en asuntos de Estado sin poseer cargo público.
Fue la primera vez que un jefe de Estado de la República de Corea fue destituido de su cargo. En 2004, el proceso de destitución contra el entonces presidente Roh Moo-hyun fue rechazado por el Tribunal Constitucional.

## Histórico

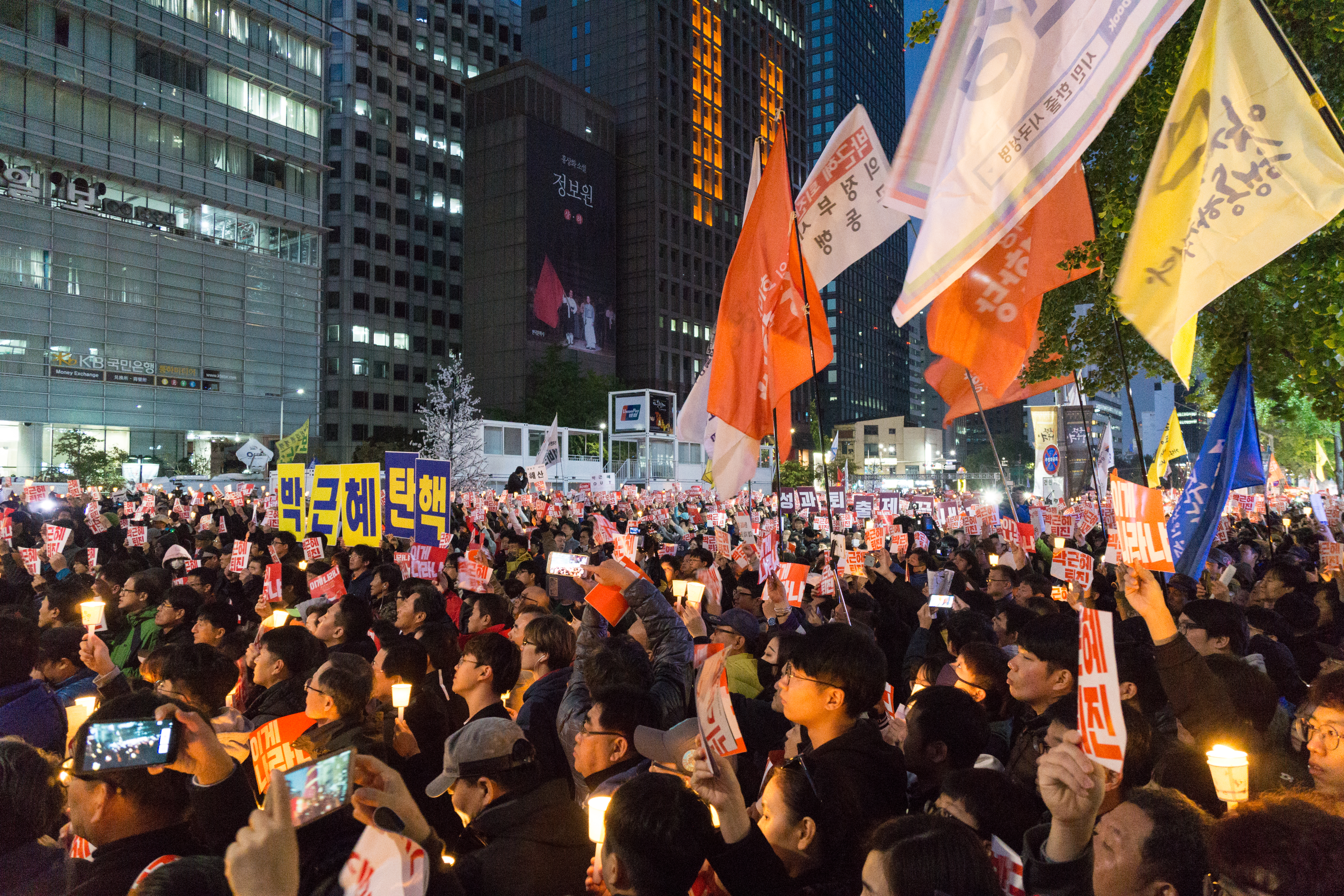
Protesta contra Park Geun-hye en Seúl, 29 de octubre de 2016

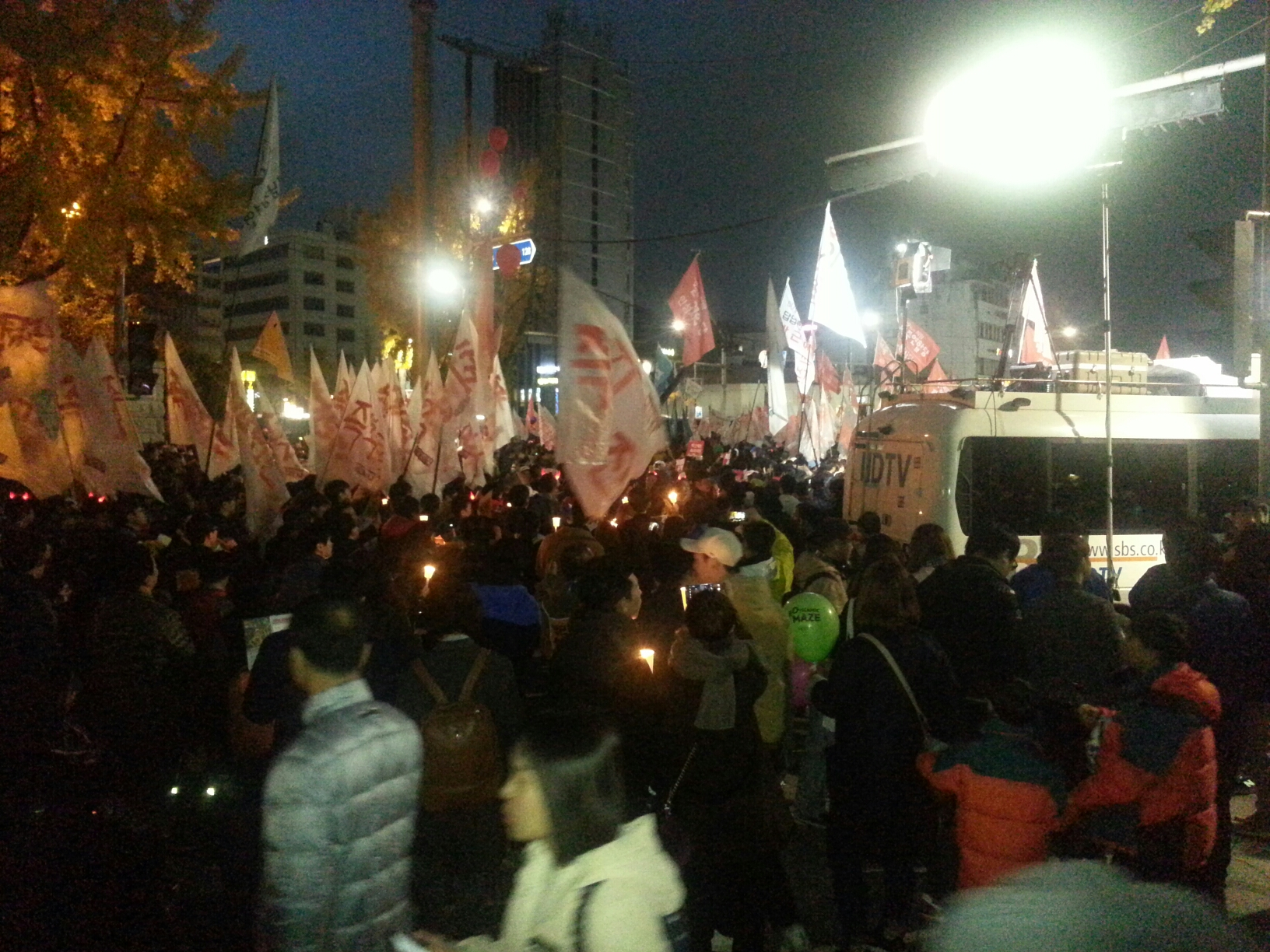
Protesta realizada en noviembre de 2016

A finales de octubre de 2016, comenzaron las investigaciones sobre la relación de Park con Choi Soon-sil, hija del fallecido líder del culto de la Iglesia Eterna y del mentor de la presidenta Park, Choi Tae-min. Los medios de comunicación, como la JTBC y la Hankyoreh, indicaron que Choi, que no tiene ningún cargo oficial del gobierno, tuvo acceso a documentos originales confidenciales y a la información de la presidenta y actuaba como una confidente próxima de Park. Choi y los operarios de Park, como Ahn Jong-bum y Jeong Ho-sung, usaron su influencia para extorsionar 77 400 millones de dólares de los coreanos chaebols —grandes conglomerados de empresas familiares— y crearon dos fundaciones de cultura y deportes, a Mir y a K-sports. Choi también es acusada de haber influenciado la Universidad de Mujeres Ewha para que cambiara sus criterios de admisión y que su hija, Chung Yoo-ra, pudiera estudiar allí. 
El episodio causó conmoción en un país donde mucha gente joven hace grandes esfuerzos por ingresar a universidades prestigiosas y desató las protestas masivas que derrocaron a Park. Si bien el objetivo de esa movilización nunca fue destituir a Park, varios expertos dicen que su movimiento será recordado como la chispa que encendió la mecha de la saga que acabó con su presidencia. Y que puso de manifiesto una nueva cultura inconformista de jóvenes que se formaron una vez terminado el gobierno autoritario en 1987 y crecieron con YouTube y K-pop. Cantando la canción Into the New World del grupo femenino de la nación: "Girls Generation". Ahn Jong-bum y Jeong Ho-sung, principales asesores presidenciales, fueron detenidos por abuso de poder y ayudar a Choi. Negaron las irregularidades y alegaron que simplemente siguieron las órdenes de la presidenta Park.
El 25 de octubre de 2016, Park reconoció públicamente su estrecha conexión con Choi. El 28 de octubre, Park destituyó a los principales miembros de su equipo de gobierno, cuando sus tasas de la aprobación cayeron al 4 %. Su tasa de aprobación varió del 1 al 3 % entre los surcoreanos de menos de 60 años, y en los mayores de esa edad permaneció por encima del 13 %. Es la peor tasa de aprobación de la historia de Corea del Sur, peor del que el índice de aprobación del 6 % del expresidente Kim Young-sam, que fue ampliamente responsabilizado por forzar la economía coreana a entrar en la crisis financiera asiática. La controversia llevó a protestas masivas y comicios en octubre y noviembre, que pedían la renuncia de la presidenta. El 12 de noviembre más de 1 millón de ciudadanos participaron en las protestas de la plaza Gwanghwamun, cerca de la residencia presidencial, exigiendo la renuncia o destitución de la presidenta Park. El 19 de noviembre más un millón de ciudadanos participaron en la protesta nacional después que la presidenta Park se negara a ayudar en la investigación sobre las acusaciones de abuso de poder.
El 29 de noviembre de 2016, Park se ofertó para renunciar como presidente e invitó la Asamblea Nacional a organizar una transferencia de poder. Los partidos de la oposición rechazaron la oferta, acusando Park de intentar evitar el proceso de destitución.
En vez de eso, la Asamblea Nacional de Corea del Sur presentó una moción de censura, que fue votada el 9 de diciembre y aprobada por 234 parlamentarios. Debido a la ratificación de la propuesta de destitución, los poderes y deberes presidenciales de Park fueron suspendidos y el primer ministro Hwang Kyo-ahn asumió el poder como presidente en funciones.